# GAZ-AA
El GAZ-AA (en ruso: ГАЗ-АА; también conocido como «uno y medio») fue un camión soviético con una capacidad de carga de 1,5 toneladas, de ahí su nombre, producido entre 1932 y 1950. Se fabricaron un total de 985 000 unidades de GAZ-AA, GAZ-MM y sus distintas versiones, fue el camión más habitual en la URSS en la primera mitad del siglo XX. Originalmente era una copia con licencia del camión estadounidense Ford Modelo AA de 1929, que a su vez era una versión ligeramente modificada del famoso coche de pasajeros Ford modelo A, pero posteriormente se actualizó repetidamente.
Durante su producción, los automóviles GAZ-AA y su versión mejorada GAZ-MM fueron los más comunes en la URSS. Hasta 1951, uno de cada dos automóviles producidos en la URSS era un camión de plataforma GAZ-AA estándar. Los chasis de los camiones GAZ-AA y de su versión de tres ejes GAZ-AAA fueron utilizados en la construcción de los automóviles blindadosː BA-3 (últimos lotes), BA-6, BA-10, BA-20, BA-30 y de sus diferentes variantes.

## Colaboración con Ford Motors Company
A finales de la década de 1920, se hizo evidente la necesidad de la Unión Sovética de fabricar un camión en serie. Hasta ese momento la Unión Soviética había dependido de suministros extranjeros de automóviles, pero especialmente de costosos repuestos para ellos. La necesidad de contar con sus propias líneas de producción se sintió cada vez más agudamente. por ello, se decidió, en cooperación con ingenieros estadounidenses de Albert Kahn Inc., construir una fábrica automotriz cerca de Nizhni Nóvgorod, que, según el plan, se suponía que produciría hasta cien mil camiones por año. A la hora de elegir la empresa que debía asesorar a los ingenieros soviéticos se optó por la Ford Motor Company básicamente porque fue la única que se ofreció a cooperar.
Los primeros camiones estadounidenses Ford-AA modelo 1927 comenzaron a ingresar a la URSS en la primera mitad de 1928. En 1928-1929, las muestras de camiones Ford AA se sometieron a pruebas exhaustivas para seleccionar el diseño óptimo para la producción en serie en la Unión Soviética.
Desde finales de 1928 comenzaron las negociaciones de los representantes de la URSS con Ford Motor Company y GMC. Así mismo, se llevaron a cabo negociaciones con otras empresas para la venta de licencias para la producción de automóviles similares, pero tuvieron un efecto bastante psicológico en Ford para obtener un acuerdo en condiciones más favorables.

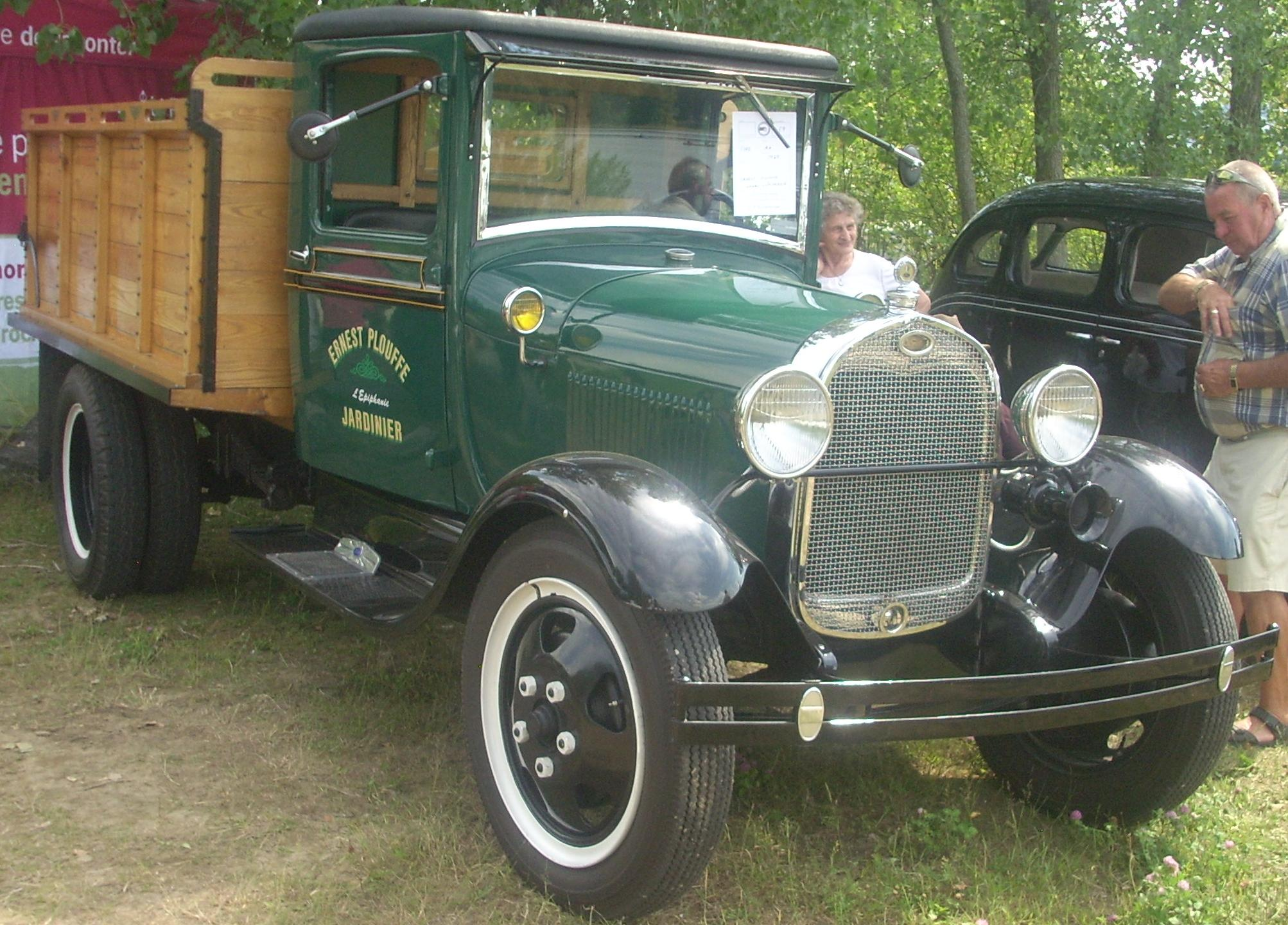
Camión Ford modelo AA de 1929

Como resultado, el 31 de mayo de 1929, se firmó un contrato en Dearborn (EE. UU.) por un período de nueve años. Por parte de la URSS, el acuerdo fue firmado por el vicepresidente del Sóviet Supremo de la URSS, Valery Mezhlauk, y el presidente de la Amtorg Trading Corporation, también conocida como "Amtorg" (abreviatura de Amerikanskaya Torgovlya, ruso: Амторг), Saul Grigorievich Bron, y por el lado estadounidense, firmó el propio presidente de Ford Motors Company Henry Ford.
Según el acuerdo firmado, la parte soviética recibió de la Ford Motor Company, asistencia técnica en la construcción y puesta en servicio de una nueva fábrica, el derecho a capacitar a unos cincuenta especialistas y aprendices soviéticos en los Estados Unidos al año. También en virtud del contrato, la URSS  tuvo un plazo de dos años para construir una fábrica con un ciclo completo de producción de automóviles modelos "A" y "AA", así como algunas modificaciones basadas en ellos. La parte soviética también se comprometió a informar a Ford de todas las mejoras introducidas por los ingenieros soviéticos en el modelo. Como pago, los soviéticos se comprometieron a comprar en un plazo de cuatro años 72 000 juegos de piezas, de los cuales se ensamblarán hasta el lanzamiento de la nueva fábrica. La cantidad total de suministros recibidos estaba valorado en unos 72 millones de rublos soviéticos. (30 millones de dólares).

## Historia

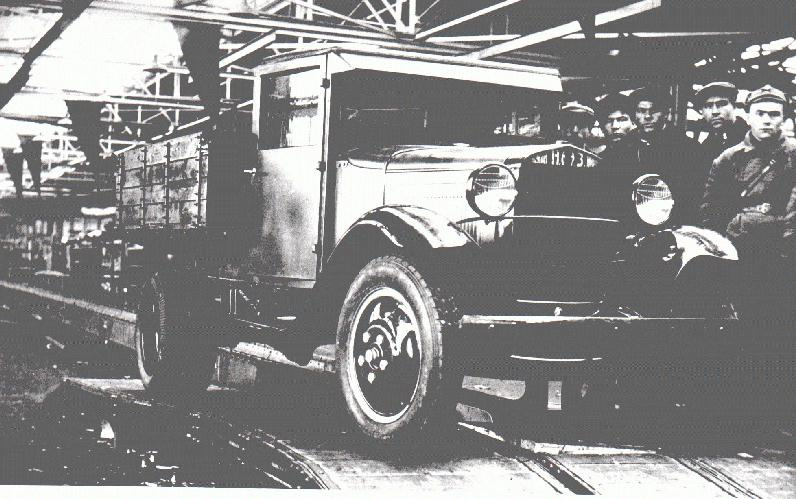
Planta de montaje de un camión GAZ-AA, en 1943

Los primeros cien coches se ensamblaron en la URSS en Járkov en diciembre de 1929. Luego, a principios de la década de 1930, se inauguró temporalmente la «primera planta de ensamblaje de automóviles» en Nizhny Novgorod para ensamblar a partir de kits de máquinas estadounidenses. A finales del mismo año se le unió la segunda planta de montaje de coches construida en Moscú. KIM ». Un total de seis plantas participaron en el montaje de camiones modelo AA. Entre 1929 y 1931, las plantas de ensamblaje de automóviles de Járkov, Nizhni Nóvgorod y Moscú ensamblaron 18 460 vehículos Ford Modelo AA de los Estados Unidos.
El 29 de enero de 1932, el primer camión NAZ-AA salió de la línea de montaje de la planta de automóviles de Nizhni Nóvgorod NAZ (Nizhegorodsky Avtomobilny Zavod, or NAZ. Ahora llamada Planta de Automóviles de Gorki). Los primeros tres mil quinientos vehículos NAZ-AA, debido a la falta de equipo de estampado, se fabricaron con una cabina hecha de madera contrachapada sobre un marco también de madera. A partir de octubre de 1932, el camión recibió una cabina de metal en toda regla y se fabricó casi sin cambios durante los siguientes dez años.
A finales de 1932, la ciudad de Nizhni Nóvgorod pasó a llamarse Gorki, y desde principios del año siguiente en la fábrica, la marca del coche se cambió a GAZ, o Gorkovsky Avtomobilny Zavod (en ruso: ГАЗ, Горьковский Автомобильный завод, en español: Planta de Automóviles de Gorki). Luego apareció su emblema característico: un óvalo de metal con una gran inscripción «GAZ», y debajo de la inscripción, impresa en pequeño la palabra «Molotov», con una hoz y un martillo en los costados.
En 1938, el camión GAZ-AA se modernizó: se instaló un motor más potente, unificado con el modelo del automóvil GAZ-M-1. El camión modernizado fue designado GAZ-MM. De hecho, GAZ-MM fue una modificación con un nuevo motor y caja de cambios. En 1940, ambas versiones se produjeron en paralelo, y completamente en el modelo MM, la fábrica se trasladó solo en 1942, cuando se redujo la producción de automóviles. No había diferencias externas entre los modelos GAZ-AA y GAZ-MM.

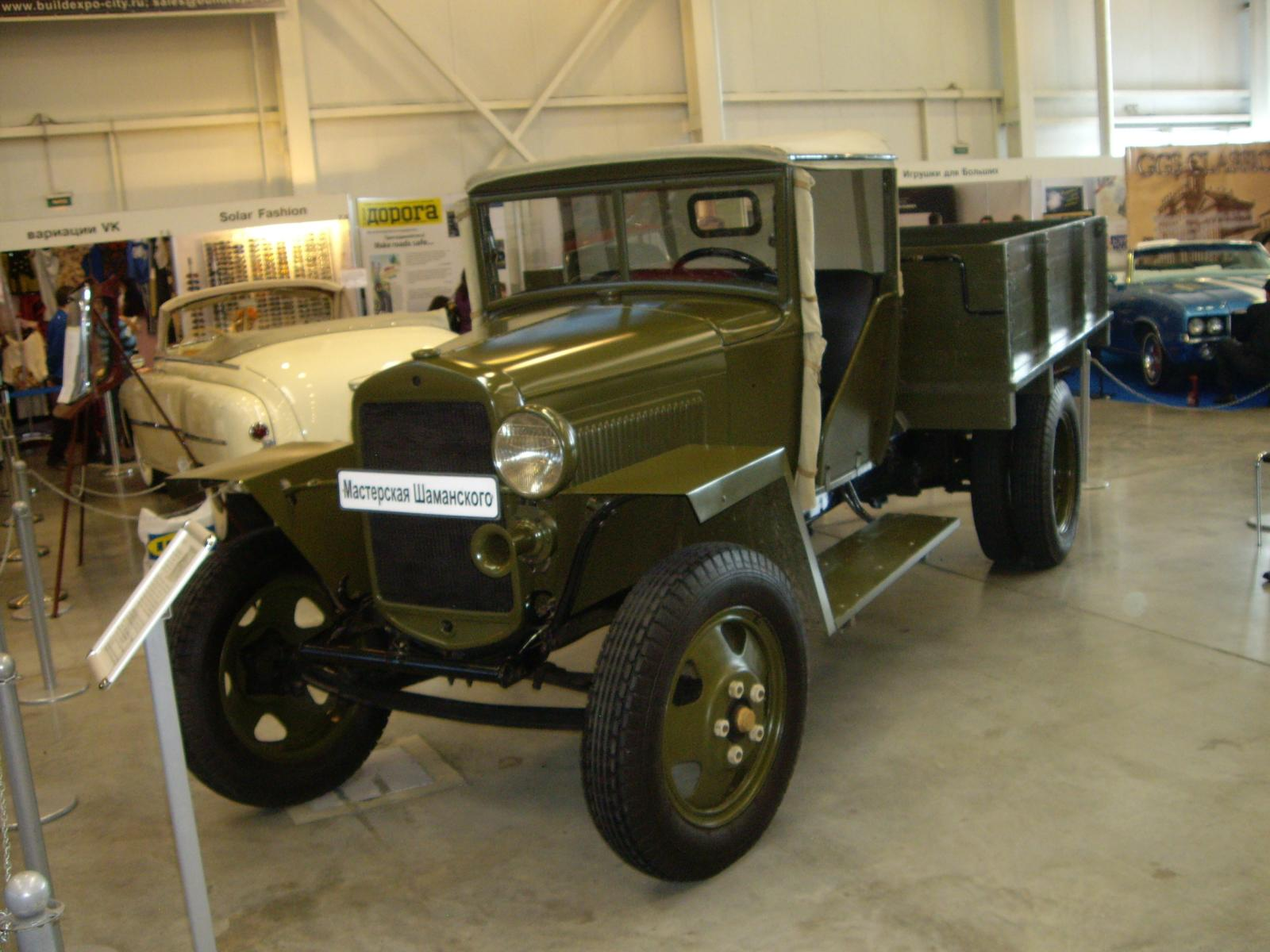
Modelo GAZ-MM 1943 simplificado

En 1939, el montaje de «semirremolques» se transfirió de la Planta Automotriz de Moscú, KIM a la antigua planta de reparación de automóviles de Rostov.
Poco después del comienzo de la Segunda Guerra Mundial, debido a la falta de acero delgado laminado en frío, y una serie de componentes suministrados por otras empresas, el diseño del GAZ-MM se revisó en función de las materias primas y las capacidades tecnológicas de la época de guerra. No se han asignado nombres especiales a los vehículos simplificados de este periodo, pero a menudo se utiliza el nombre GAZ-MM-B.
En los camiones producidos en 1942, en lugar de una cabina de acero, se instaló una simplificada, con techo de lona y marquesinas en lugar de puertas. Desde 1943, comenzaron a instalar una cabina cerrada de madera. Su pared frontal era la misma que la de metal. La base y la pared trasera tenían un marco de madera y estaban revestidas con tablas. El techo estaba cubierto con lona. Las puertas tenían un revestimiento exterior de madera al ras del marco de la puerta y un revestimiento interior de cartón. Algunos camiones incluso tenían puertas de tela enrollables, luego comenzaron a hacer puertas con paneles de revestimiento. La ventana de la puerta se deslizaba en lugar de bajar como de costumbre.

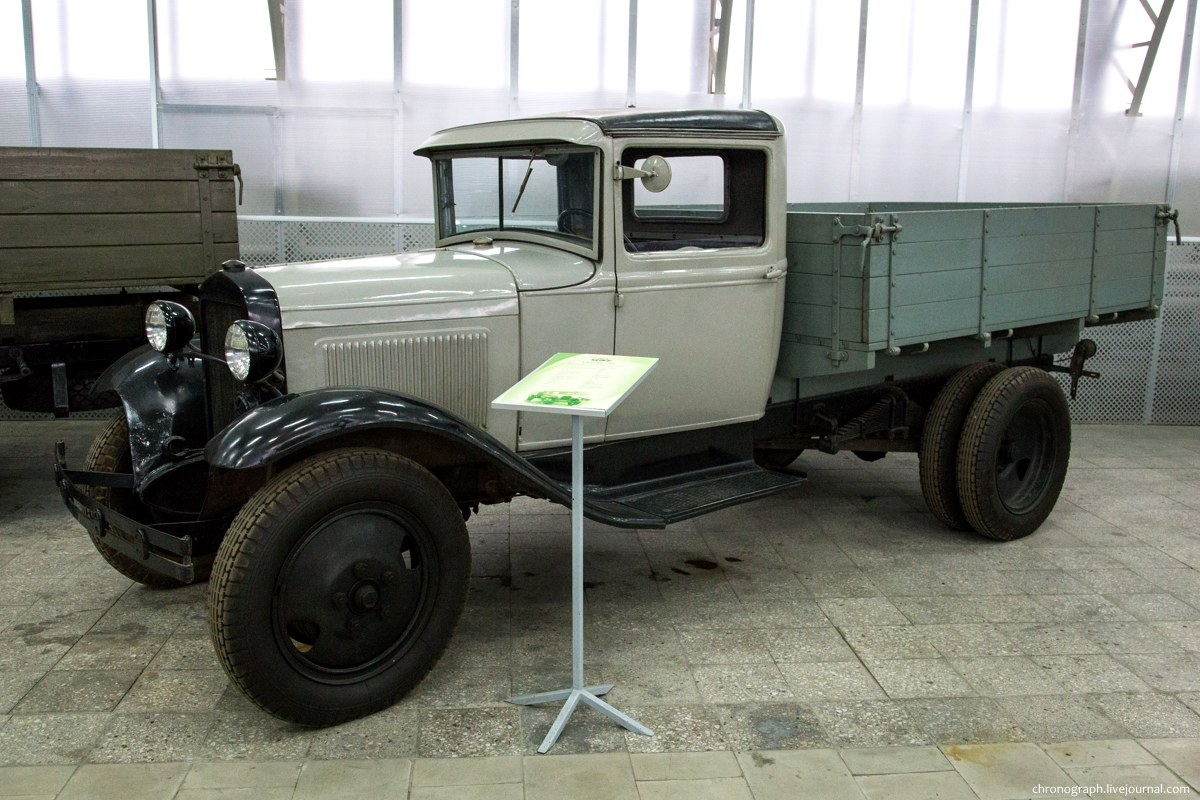
GAZ-AA, fabricado en la Planta de Automóviles de Uliánovsk (años de fabricación 1947-1951)

Desde 1943, el equipamiento del camión de antes de la guerra se restauró parcialmente. Las puertas regresaron, primero de madera y luego de metal estándar. Frenos delanteros, parachoques, faros devueltos. Hacia el final de la guerra, el automóvil casi recuperó su apariencia civil anterior a la guerra, pero al final del periodo de fabricación ya permanecían doblados los guardabarros delanteros y el techo forrado con cuero sintético.
Durante la guerra, la Planta de Automóviles de Gorki (Gorkovsky Avtomobilny Zavod; GAZ) fabricó unos 102 300 camiones.
En 1947, para descargar parcialmente de trabajo a la Planta de Automóviles de Gorki, parte de los kits de máquinas comenzaron a enviarse para su ensamblaje a Ulyanovsk, donde luego establecieron una línea de producción completa.
En GAZ, el último «semirremolque» salió de la línea de montaje el 10 de octubre de 1949. Desde 1932, la fábrica de automóviles de Gorki había producido 829.808 automóviles GAZ-AA y GAZ-MM. Después de dejarse de producir en la planta de automóviles de Gorki, la producción continuó en la Planta de Automóviles de Uliánovsk (en ruso: Ульяновский автомобильный завод; Uliánovski Avtomóbilny Zavod) hasta 1951. En total, se fabricaron un total de 985 000 copias de GAZ-AA, GAZ-MM y sus diferentes variantes.

## Diseño
A diferencia del Ford AA estadounidense, el GAZ-AA soviético tenía una carcasa de embrague reforzada, mecanismo de dirección y filtro de aire. Se diseñó una nueva plataforma de carga. El chasis del GAZ-AA fue un bastidor de mástil, sobre el cual se instaló con una carrocería y una cabina bastante livianas. La parte delantera de la cabina (guardabarros, capó y rejilla) se unificó con la del coche de pasajeros GAZ-A (que realmente era un copia construida bajo licencia del Ford Modelo A). Debajo del capó había un motor de cuatro cilindros en línea con una cilindrada de 3,3 litros, que desarrollaba una potencia de 42 CV. El suministro de combustible del tanque de gasolina se realizaba por gravedad.
La caja de cambios era de cuatro velocidades sin sincronizadores. Los ejes delantero y trasero estaban suspendidos del bastidor a través de ballestas: una era transversal en la parte delantera, dos longitudinales en la parte trasera: la ballesta invertida estaba centrada en el bastidor, el extremo delantero a través del pendiente al bastidor y el extremo trasero al puente. Frenos: mecánicos con transmisión por cable en todas las ruedas.
El camión modernizado GAZ-MM tenía un motor de 50 CV, el mismo que se utilizó posteriormente en el automóvil GAZ-M-1. Además del motor, se cambiaron algunos otros componentes, como: el mecanismo de dirección, montaje de ballestas traseras. Tenía nuevos dispositivos de remolque y montaje de rueda de repuesto, la débil junta universal fue reemplazada por una más confiable tipo "Spicer".

## Variantes
GAZ-410

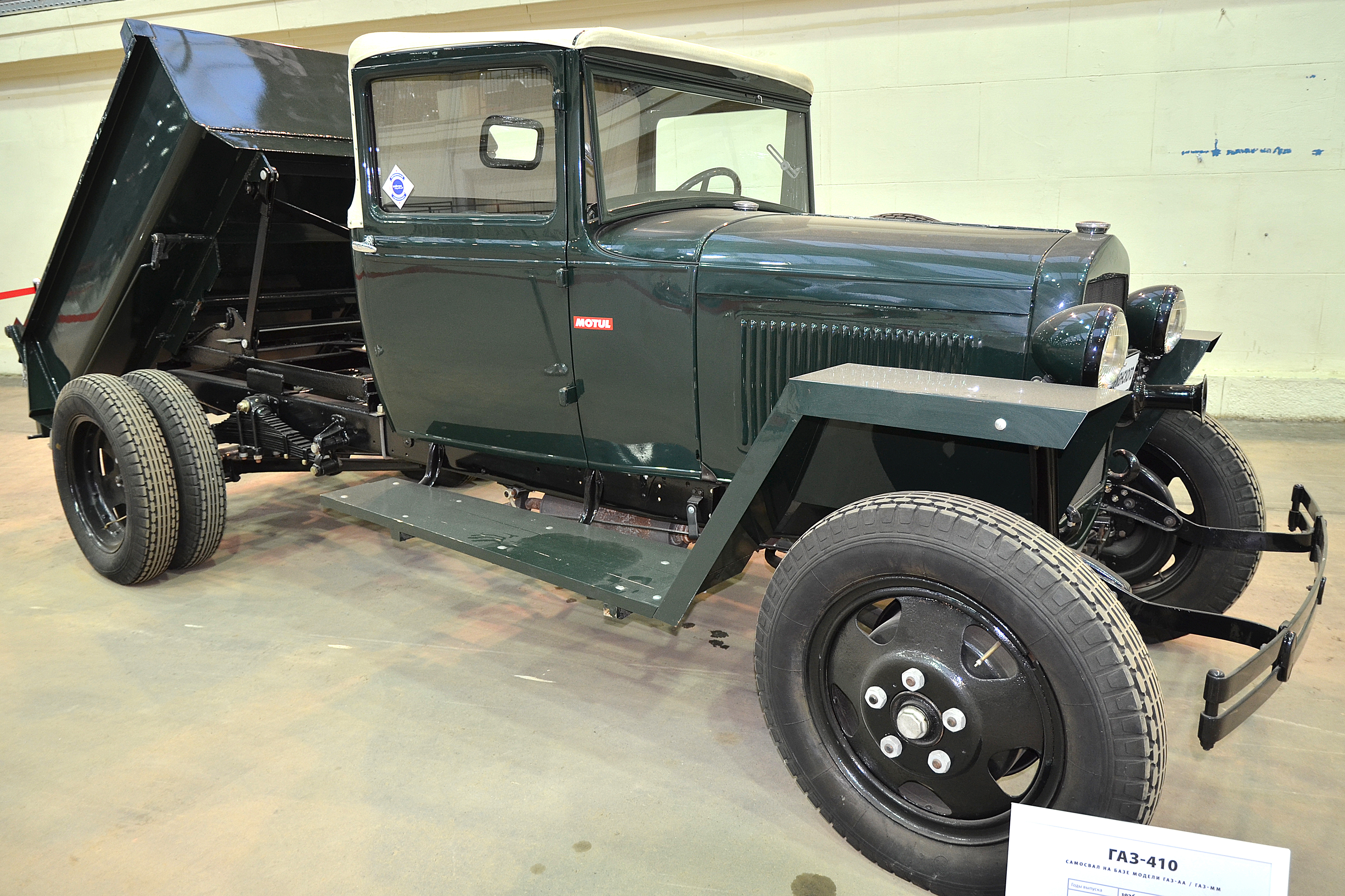
Modelo de camión volquete GAZ-410

Al comienzo de su producción  tenía el nombre GAZ-C1. Se trata de un camión volquete que usaba el chasis del GAZ-AA y del GAZ-MM, la capacidad de carga del camión era de 1,2 toneladas. El vehículo tenía la carrocería metálica establecida en el marco reducido que se reclinaba bajo la influencia de la gravedad. De 1936 a 1950, se produjeron 13 751 vehículos. Aunque producidos en cantidades limitadas, fueron los únicos vehículos especializados para dar servicio a la construcción durante los años de guerra.
GAZ-AAA

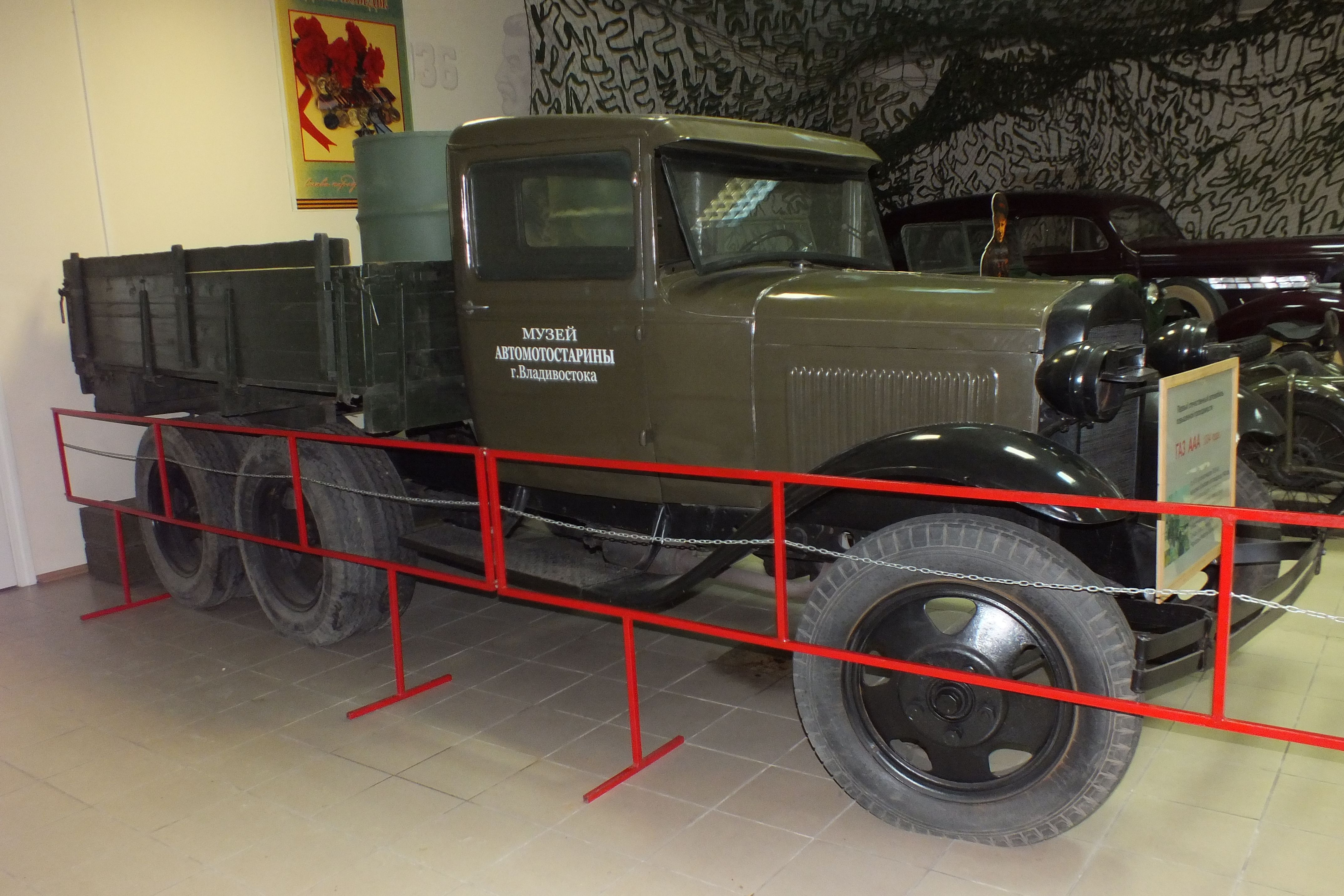
Camión todoterreno de tres ejes GAZ-AAA

Es un camión todoterreno de tres ejes (6x4) con una capacidad de carga de dos toneladas, diseñado a partir del camión estadounidense Ford-Timken fabricado en la URSS, con licencia del modelo 1931, producido entre 1934 y 1943. En 1937 recibió un motor más potente (50 CV) y otros componentes del GAZ-MM. Se produjeron un total de 37.373 vehículos.
Aunque el modelo GAZ-AAA se unificó formalmente con el modelo GAZ-AA, en realidad era un vehículo nuevo: las piezas de GAZ-AAA eran un 80% diferentes de las piezas de GAZ-AA, lo que se debía a la necesidad de abandonar las unidades estándar para dar mayor resistencia y durabilidad a ciertas piezas. Las piezas originales del GAZ-AA que se utilizaron en este nuevo modelo fueronː bastidor, ejes y suspensión del carro, ejes de hélice, radiador, plataforma de carga y algunas otras.
Sobre la base del GAZ-AAA, se crearon varios vehículos comoː el autobús de personal GAZ-05-193 (1936-1945), y también los automóviles blindados construidos en serie BA-6 (1936-1938, 394 unidades), BA-10A (1938 - 1939) y BA-10M (1939 - 1941, un total de 3331 unidades).
A finales de la década de 1930, los cascos de los automóviles blindados de las primeras series se reorganizaron para usar el chasis acortado del GAZ-AAA, por lo que los automóviles blindados BA-27M (1937-1938), BAI-M y el BA-3M (1939 -1940) se fabricaron usando dicho chasis. Además, se usó en varios vehículos experimentales como el BA-9, que era una versión ligera del BA-6; En el vehículo blindado anfibio experimental PB-4 (1933-1934, seis unidades) y en su versión mejorada PB-7 (1936/37, una unidad). Se produjo un vehículo de guerra química llamado BKhM-1 (1935-1937). En el otoño de 1941, se diseñó una ambulancia blindada experimental llamada BA-22, con capacidad para diez heridos (1937).
En la primavera de 1942, un lote residual de cascos blindados BA-10M, que permanecía en la planta de Izhora, se suministró usando el chasis biaxial GAZ-MM. Estos vehículos blindados se entregaron solo al frente de Leningrado.
GAZ-03-30

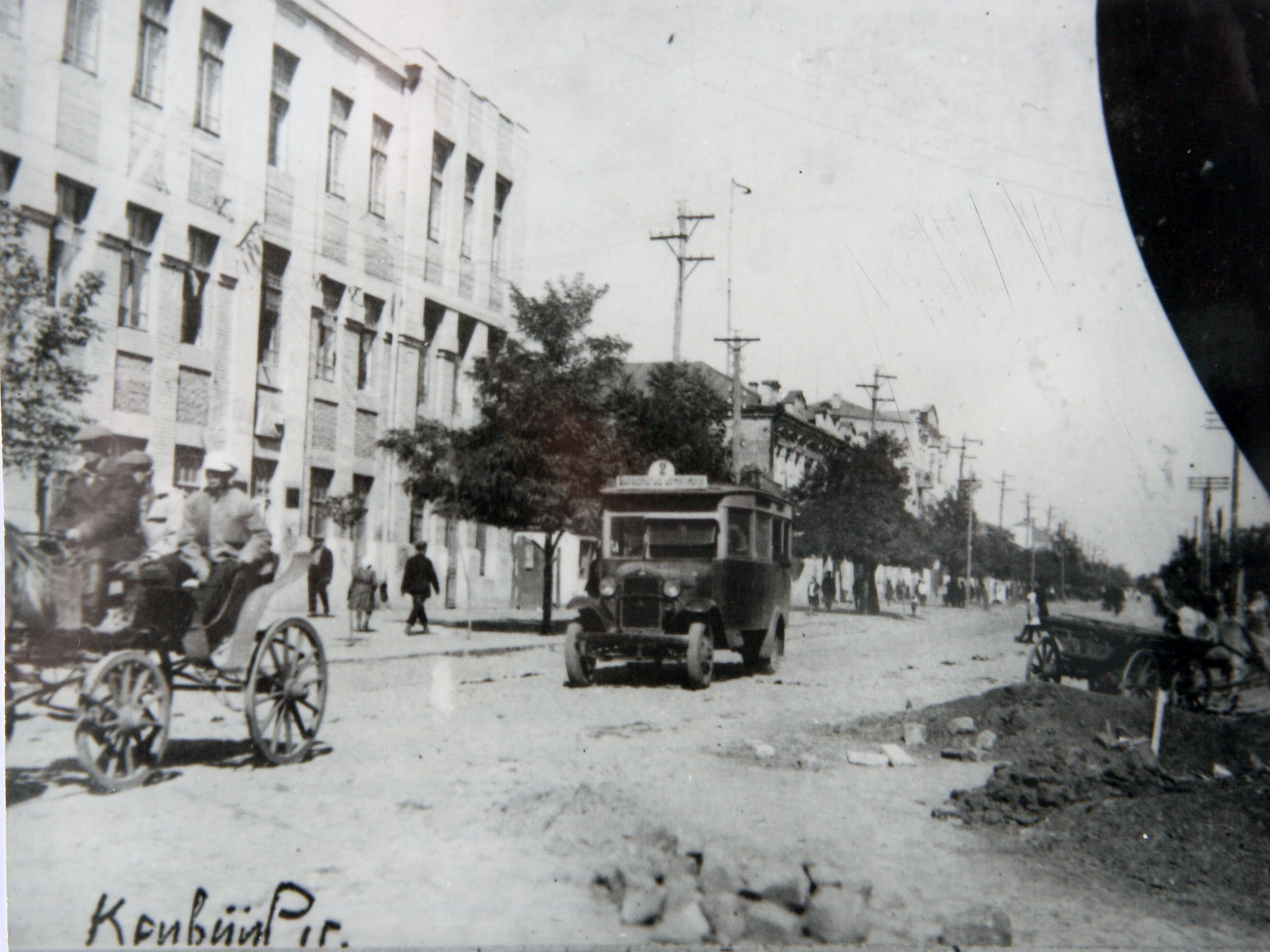
Autobús soviético GAZ-03-30 circulado por las calles de la ciudad ucraniana de Krivói Rog

Es un pequeño autobús de uso general que usaba el chasis de los camiones GAZ-AA y GAZ-MM. Su carrocería era un armazón de madera con revestimiento de metal, el número de asientos era de 17. Fue producido en el período comprendido entre 1933 y 1941 y entre 1945 y 1950, en las instalaciones del subcontratista GAZ - GZA (Planta de Autobuses de Gorki, anteriormente planta Gudok Oktyabrya). Se fabricaron un total de 18 613 autobuses. El GAZ-03-30 fue el autobús soviético más popular del período anterior a la guerra y de los primeros años de la posguerra, ampliamente utilizado no solo para servicio y turismo, sino también para transporte urbano en ciudades en rutas regulares.
GAZ-55

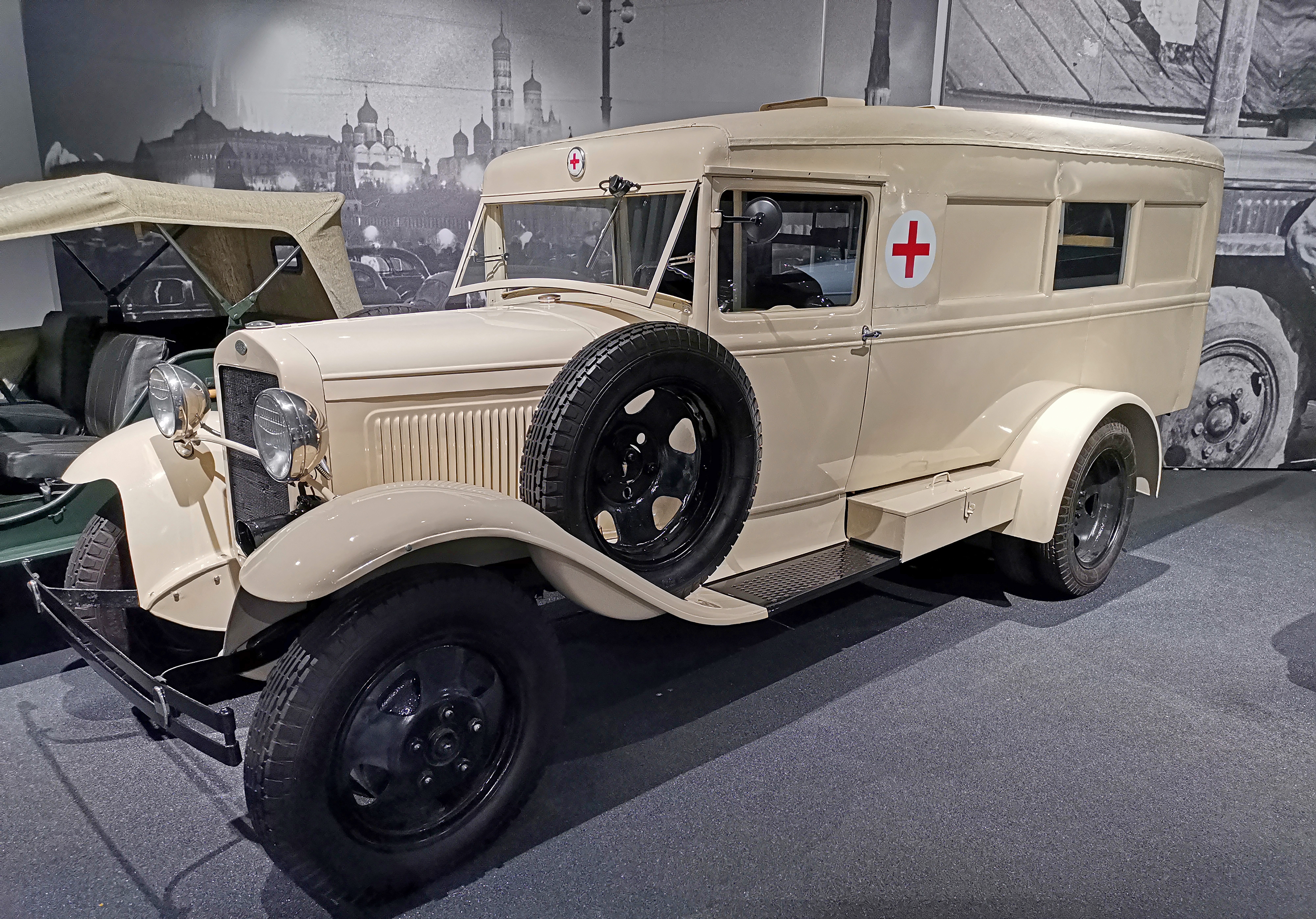
Ambulancia GAZ-55

Es una ambulancia, el vehículo recibió el índice GAZ-55 (índice del ejército M-55). Su eje trasero estaba suspendido sobre ballestas más suaves y cuatro amortiguadores hidráulicos tipo palanca. En su cabina, era posible transportar cuatro personas tumbadas en camillas y dos sentadas en asientos plegables, o dos en una camilla suspendida y cinco en asientos plegables. En el departamento sanitario, se instaló un calentador para calefacción y se montó un sistema de ventilación, las ruedas traseras recibieron guardabarros con bridas a lo largo del arco. 
La producción en serie se inició en 1938 en la planta de ensamblaje de automóviles de Gorki (desde 1940, la sucursal de autobuses de GAZ). En 1942, el diseño del vehículo se simplificó enormemente. Los guardabarros delanteros ya no se fabricaron mediante el método de estampado profundo, sino que también se doblaron a partir de una hoja plana como en el GAZ-MM-V, los guardabarros traseros se realizaron de la misma manera. En el proceso de fabricación del GAZ-55 de 1943, solo se instaló el faro izquierdo, no había frenos delanteros. 
Producido desde 1938 hasta 1950 Se fabricaron unas 12 044 ambulancias, vio un extenso uso durante la Segunda Guerra Mundial.
GAZ-44
Es una versión que utiliza gas licuado de petróleo. Se colocaron cilindros de gas debajo de la plataforma de carga. Fue el primer camión soviético de serie alimentado con gas. Se fabricó en pequeños lotes en 1939.
GAZ-42

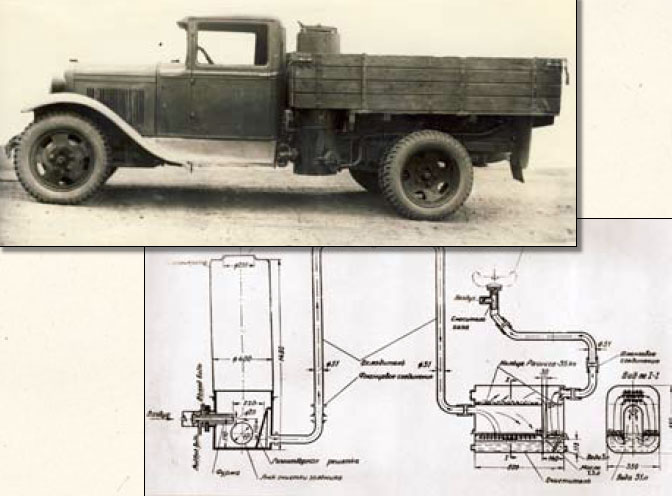
Camión con gasógeno GAZ-42

Es una modificación que utiliza un gasógeno, alimentado con trozos de madera. Potencia del motor: 35-38 litros. Con capacidad de carga de una tonelada (su capacidad de carga real era algo menor, ya que una parte significativa de la plataforma de carga estaba ocupada por un lote de trozos de madera de 150-200 kilogramos). Años de fabricación: 1938-1950. Se fabricaron unos 33 840 vehículos.
GAZ-43

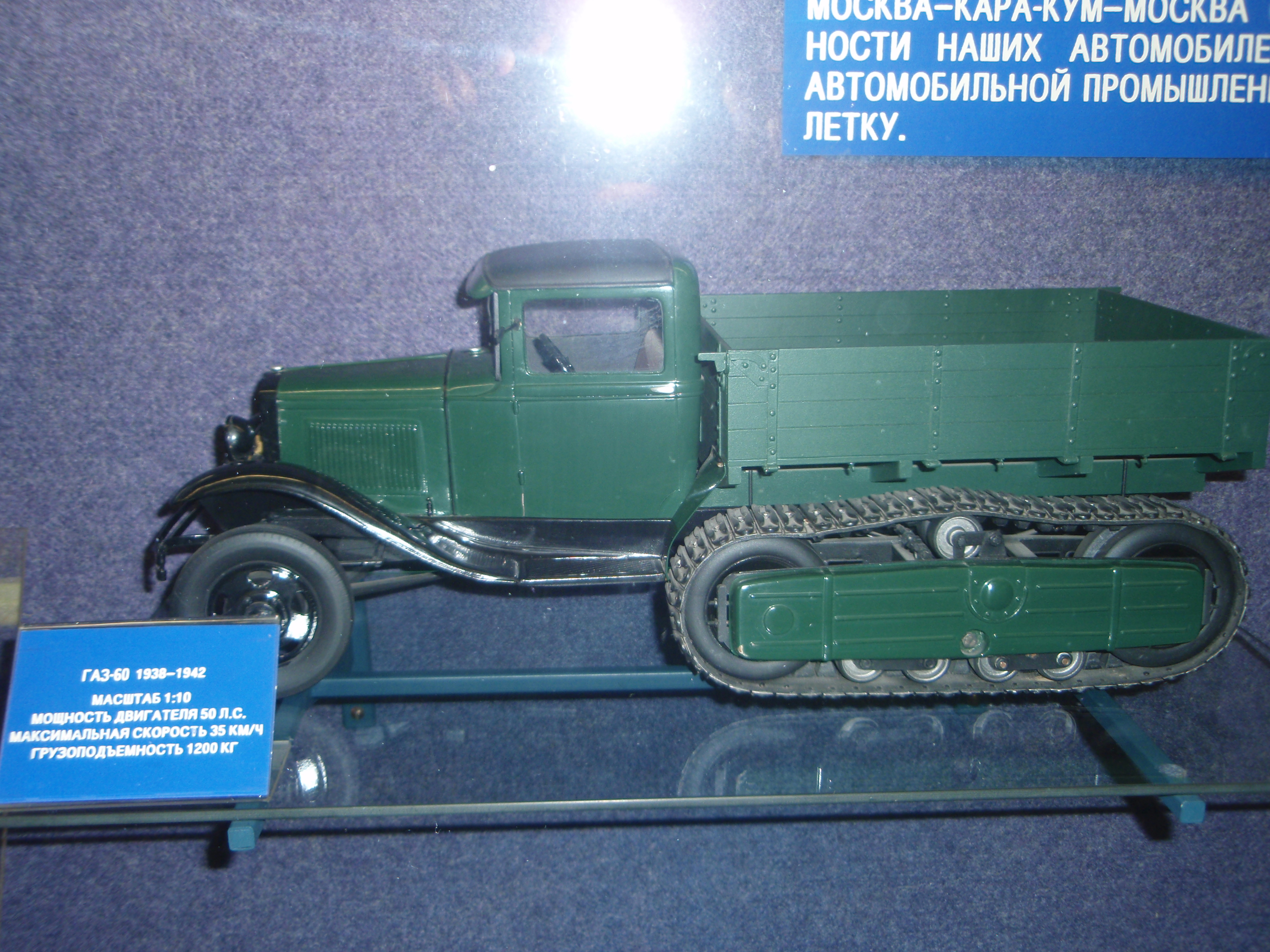
Camión GAZ-60 (modelo a escala 1:10)

Es una versión con un gasógeno a carbón. Se distinguía por las dimensiones más pequeñas de la unidad generadora de gas. Producido en pequeños lotes entre 1938 y 1941.
GAZ-60
Es una modificación en serie con semioruga. El motor del automóvil eran dos pares de ruedas de dos marchas con una transmisión por cadena desde un eje trasero estándar y una correa de goma extraíble con un engranaje de fricción en el neumático. Entre 1939 y 1940. Se fabricaron unos 2015 vehículos de este tipo.
GAZ-65
Es una camión semioruga, con una mayor capacidad a campo través, usaba un motor de rueda de oruga con la tracción de las ruedas traseras estándar. En 1940, se lanzó un lote piloto, que mostró la total inadecuación de este esquema para las condiciones de funcionamiento real de los automóviles tanto en la parte delantera como en la trasera (el consumo de combustible superaba los 60 litros cada 100 km).
PU-2
Es un camión de limpieza de calles mediante chorros de agua, basado en el camión GAZ-AA. Este vehículo fue el primero de una amplia familia de camiones de limpieza que le siguió. Los primeros PU-2 tenían grandes cepillos anchos en la parte trasera, con un par más pequeños que sobresalían de los lados y un depósito de agua en la plataforma de carga. En invierno podían usarse para retirar nieve. El principal problema de los camiones PU-2 es que eran demasiado pesados y, por tanto, difíciles de manejar razón por la cual, en 1938, fueron sustituidos por los PU-5.
PMG-1

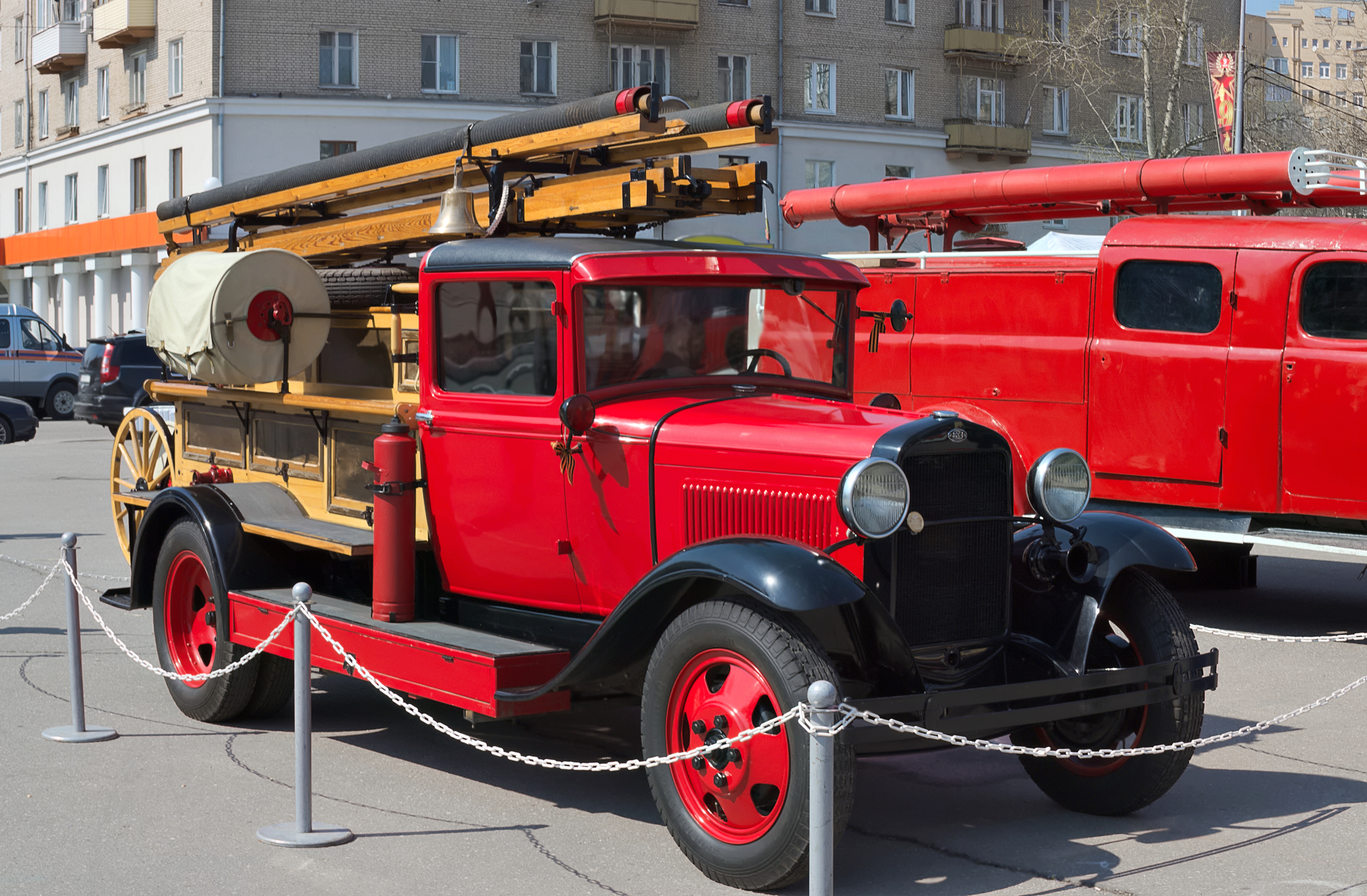
Camión de bomberos PMG-1

Es un camión de bomberos, basado en el camión GAZ-AA. Se fabricó entre 1932 y 1941.

## Durante la Segunda Guerra Mundial

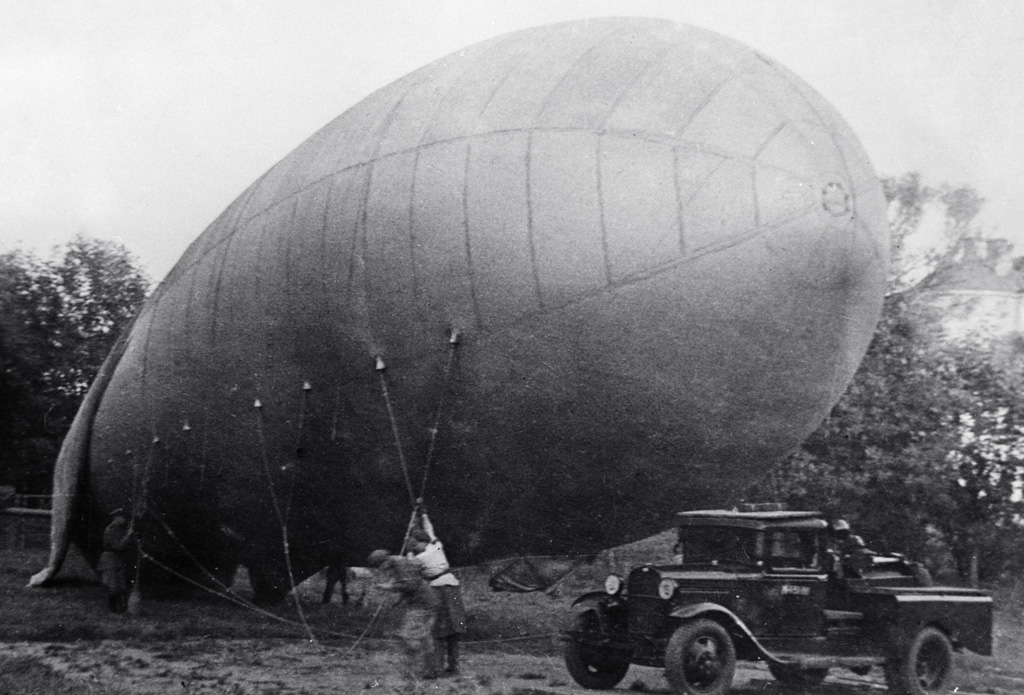
Soldados soviéticos instalan un globo de barrera en Moscú el 20 de junio de 1942. En primer plano se observa un camión GAZ-AA

En vísperas de la invasión alemana de la Unión Soviética, el camión GAZ-AA representaba el 67 % de la flota total de vehículos del Ejército Rojo. Al 23 de junio de 1941, el Ejército Rojo tenía uno 151 000 GAZ-AA. Además, una cuarta parte del número total de los vehículos que tenía en funcionamiento la Unión Soviética se movilizaron al frente con el inicio de la guerra.
La movilización a gran escala del transporte de mercancías hizo posible el movimiento de grandes refuerzos a las unidades militares desplegadas en el frente desde rincones remotos del país en el menor tiempo posible. El GAZ-AA podría transportar a dieciséis personas. Para el transporte de los combatientes, la plataforma de carga estaba equipada con bancos transversales desmontables. Al transportar mercancías, se colocaban en la parte inferior del vehículo. El GAZ-AA tenía cuatro bancos de este tipo. Con mal tiempo, la plataforma de carga se cubría con un toldo. Cuando se transportaba una ametralladora en el camión, el número de asientos se reducía en dos, y cuando se transportaba en posición de combate, en cuatro. Si era necesario, el camión podía llevar armas: en la plataforma de carga del GAZ-AA se podía transportar un cañón M1943 de 76 mm.
El vehículo GAZ-AA y su versión mejorada el GAZ-MM también se utilizaron ampliamente como chasis para carrocerías especiales. En las carrocerías de estos vehículos se instalaron ametralladoras pesadas antiaéreas DShK, ametralladoras antiaéreas cuádruples M4 del modelo 1931, los primeros lanzacohetes múltiples MTV, talleres de campaña tipo A (PM-3), camiones cisterna BUS-42P, gasolinera -1, generadores eléctricos, arrancadores de aeródromos, cabrestantes de globos de barrera, etc.
Las ambulancias GAZ-55 se utilizaron ampliamente para transportar a los heridos.
Los camiones GAZ-AA jugaron un papel extremadamente importante durante el sitio de Leningrado: el «semirremolque» era el transporte principal del Camino de la Vida, la carretera de hielo que conectaba Leningrado con el resto de la Unión Soviética. Debido a su peso ligero, los camiones eran capaces de cruzar el helado lago de Ládoga, hasta el comienzo del deshielo, entregando importantes suministros de alimentos y combustibles a la ciudad sitiada, mientras que otros vehículos más pesados rompían la capa de hielo y se hundían. Al proporcionar comunicación entre la ciudad sitiada y el mundo exterior, los camiones transportaron alrededor de 6000 toneladas de carga en ambas direcciones cada día.
Solo en 1941, se evacuó a más de medio millón de personas, se entregaron más de 271 000 toneladas de alimentos y forrajes, 32.000 toneladas de municiones y armas, 35 000 toneladas de combustible y lubricantes y 23 000 toneladas de carbón. En total - 361 000 toneladas de diversos suministros.

## Usuarios
- Unión Soviética: 985 000 vehículos en total
- Alemania nazi: vehículos capturados